# Episodi di Being Erica (quarta stagione)
La quarta ed ultima stagione della serie televisiva Being Erica è andata in onda sulla rete canadese CBC dal 26 settembre al 12 dicembre 2011.
In Italia è stata trasmessa in prima visione assoluta su Rai 4 dal 23 marzo al 6 aprile 2012.
| nº | Titolo originale                 | Titolo italiano                  | Prima TV Canada   | Prima TV Italia |
| -- | -------------------------------- | -------------------------------- | ----------------- | --------------- |
| 1  | Doctor Who?                      | Dottor chi?                      | 26 settembre 2011 | 23 marzo 2012   |
| 2  | Osso Barko                       | Osso Barko                       | 3 ottobre 2011    | 26 marzo 2012   |
| 3  | Baby Mama                        | Essere mamma                     | 10 ottobre 2011   | 27 marzo 2012   |
| 4  | Born This Way                    | Nato così                        | 17 ottobre 2011   | 28 marzo 2012   |
| 5  | Sins of Father                   | Le colpe dei padri               | 24 ottobre 2011   | 29 marzo 2012   |
| 6  | If I Could Turn Back Time        | Manipolare il tempo              | 31 ottobre 2011   | 30 marzo 2012   |
| 7  | Being Ethan                      | Essere Ethan                     | 7 novembre 2011   | 2 aprile 2012   |
| 8  | Please, Please Tell Me Know      | Ti prego, dimmelo ora            | 14 novembre 2011  | 3 aprile 2012   |
| 9  | Erica's Adventures in Wonderland | Erica nel Paese delle Meraviglie | 28 novembre 2011  | 4 aprile 2012   |
| 10 | Purim                            | Purim                            | 5 dicembre 2011   | 5 aprile 2012   |
| 11 | Dr. Erica                        | La Dottoressa Erica              | 12 dicembre 2011  | 6 aprile 2012   |

## Ti prego, dimmelo ora
- Titolo originale: Please, Please Tell Me Know
- Diretto da: John Fawcett
- Scritto da: Aarón Martín e Jana Sinyor

### Trama
Erica, che si è messa con Ky, scopre dal Dr. Fred che nel 2019 morirà a causa di una bomba nella stazione ferroviaria. Decide così di vivere il tempo che le resta facendo tutto quello che ha sempre desiderato. Incluso vendere la 50-50 per un milione di dollari. Ma attraversando l'ingresso del suo appartamento, incontra se stessa a 43 anni. La Erica del futuro le spiega che esistono due realtà: una in cui lei è morta nel 2019 e una in cui invece è ancora viva, perché la consapevolezza di quello che accadrà la terrà lontana dalla stazione ferroviaria. La Erica del futuro, per farle capire il concetto, le mostra la vita come un corridoio pieno di porta poste una di fronte all'altra e le spiega che ogni scelta apre una porta e ne chiude un'altra. Passano davanti alla porta dietro la quale Erica ha sposato Ethan e davanti a quella in cui Leo non muore nel rogo al fienile. Rincuorata da questa nuova consapevolezza, la Erica del 2011 torna nel suo presente, mentre la Erica del 2019 va a trovare il Dr. Tom. Dopo due chiacchiere, il Dr. Tom saluta la Erica del 2019, dicendole che sicuramente parleranno ancora. Ma chiusa la porta dello studio del Dr. Tom, si vede la Erica del 2019 che piange. Nel presente, Erica partecipa alla nascita del figlio di sua sorella, mentre il Dr. Tom incontra la sua psicanalista perché vorrebbe rivelare il suo segreto alla sua fidanzata. Ma la psicanalista gli dice che non può farlo.

## Erica nel Paese delle Meraviglie
- Titolo originale: Erica's Adventures in Wonderland

### Trama
Erica si sta facendo sistemare l'abito che indosserà al matrimonio di Ivan e Dave, quando vede l'abito da sposa dei suoi sogni. Così, per scherzo, lo prova ma in quel momento arriva Ky e la vede. Invece di essere stupito da quell'inaspettato gesto, le dice che è bellissima e sembra essere contento di vederla, anche solo per un momento, pensare al giorno del suo matrimonio. Vanno insieme al matrimonio, dove Julienne è indaffarata con gli ultimi preparativi. Ky non perde occasione per dire più volte a Erica che è fantastica e che non vivrebbe senza di lei, così su due piedi, la porta in una stanza completamente vuota e inginocchiandosi, le chiede di sposarlo. Erica però non reagisce come il ragazzo si aspettava. Va dal Dottor Tom, che per la prima volta da quando ha iniziato le sedute, non è presente nel suo ufficio. Quando la raggiunge le chiede come dovrebbe essere il suo uomo perfetto. Così Erica dice che deve essere sincero come Adam, ma deve avere anche un animo artistico come Ky. Inoltre deve essere sicuro di sé, e muscoloso. Dopodiché il Dottor Tom la manda in una realtà alternativa dove Erica è fidanzata con l'uomo dei suoi sogni, Milo. Ma dopo poco si accorge che è pieno di difetti. La sua sicurezza l'ha reso arrogante, per non parlare della sua superficialità ed egocentrismo. Erica torna da Ky, che ha un piano per far sì che la loro vita di coppia vada per il meglio. Quando Erica finalmente sarà dottoressa potrà viaggiare nel tempo e la sera raggiungerlo nel 2019. Tuttavia Erica lo lascia, dicendogli che con lui non sta vivendo la realtà, ma un sogno. E che proprio come Alice nel Paese delle Meraviglie doveva andarsene via dal buco splendido in cui si era rintanata e tornare alla sua realtà, anche se faceva male. Così Ky si rassegna e torna al suo presente, avendo superato il rimpianto per cui era tornato nel passato.
Erica capisce chi vuole al suo fianco, così va da Adam e gli dice che lo ama ancora, che Ky era solo un sogno, una distrazione perché la rottura con lui le faceva troppo male. L'episodio si conclude con i due che decidono di iniziare per la seconda volta la loro storia d'amore. Erica confessa che non saprà come questa volta andrà a finire, ma che vale la pena di scoprirlo insieme all'uomo che ama.

## Purim
- Titolo originale: Purim
- Diretto da:
- Scritto da:

## La Dottoressa Erica
- Titolo originale: Dr. Erica
- Diretto da:
- Scritto da: